# Zoo de Manille
Le Zoo de Manille, connu officiellement sous le nom de Jardin Zoologique et Botanique de Manille, est un zoo de 5,5 ha situé dans le quartier de Malate, à Manille, aux Philippines, qui a ouvert le 25 juillet 1959.

## Les animaux
La Jardin Zoologique et Botanique de Manille abrite environ un millier d'animaux de 90 espèces différentes en avril 2015. Le plus populaire résident est le Mali, un éléphant d'Asie qui est arrivé au zoo en 1977 alors qu'il n'avait que trois ans en provenance du Sri Lanka, après avoir été braconné dans la nature.
Parmi les autres animaux du Zoo de Manille on note le tigre du Bengale, la Civette de Malaisie, des varans et des hippopotames. La plupart des animaux du zoo sont nés en captivité. La direction du zoo a l'intention de transférer plusieurs de ses animaux dans une zone de reproduction ou un sanctuaire à l'extérieur Manille en raison de la grande densité d'animaux dans le zoo. Le zoo est prévu pour n'être qu'une zone d'exposition.